# Campionato mondiale di calcio
Il campionato mondiale di calcio è la competizione principale per le squadre nazionali maschili delle federazioni sportive affiliate alla FIFA.
Nato nel 1930 da un'idea del dirigente sportivo francese Jules Rimet, disputandosi ogni quattro anni, con l'organizzazione curata nei dettagli dalla FIFA, è stato assegnato ogni quattro anni dal torneo inaugurale del 1930, tranne nel 1942 e nel 1946, quando non si tenne a causa della seconda guerra mondiale.
Alle prime nove edizioni di questa manifestazione (così come al trofeo per la squadra vincitrice) è stato dato il nome di "Coppa del mondo Jules Rimet" (in inglese "World Cup Jules Rimet") mentre alle successive (e al relativo nuovo trofeo) quello di "Coppa del mondo FIFA" (in inglese "FIFA World Cup")
In tutte le edizioni disputate (ad eccezione del 1930 e del 1950) almeno una Nazionale europea è scesa in campo nella partita finale; mentre le Nazionali di Africa, Nord America, Asia e Oceania non hanno mai disputato una finale. I migliori risultati per le rappresentative di questi continenti sono state rispettivamente: il 4º posto del Marocco nel 2022, il 3º posto degli Stati Uniti nel 1930, il 4º posto della Corea del Sud nel 2002 (anno in cui ospitò la competizione) e gli ottavi di finale raggiunti dall'Australia nel 2006 (ultima edizione cui partecipò come membro dell'OFC) e nel 2022.
Le edizioni sono state vinte in totale da 8 nazionali: Brasile (5 volte), Italia (4 volte), Germania (4 volte, di cui le prime 3 come Germania Ovest), Argentina (3 volte), Uruguay e Francia (2 volte), Inghilterra e Spagna (1 volta).

## Storia
La storia del campionato mondiale di calcio è iniziata nel 1928, quando il presidente della FIFA, Jules Rimet, decise di istituire un torneo per squadre nazionali.
La prima competizione di questo tipo ebbe luogo nel 1930 e consistette in un torneo avente solo la fase finale alla quale presero parte le tredici nazioni che accettarono l'invito.
La competizione si è successivamente evoluta fino a comprendere circa duecento squadre nazionali affiliate alla FIFA che si sfidano in un lungo torneo di qualificazione che si tiene nei tre anni precedenti alla fase finale.

## Trofeo
Dal 1930 al 1970 i vincitori venivano premiati con la Coppa Rimet. Inizialmente, questo trofeo era conosciuto come Coppa del mondo semplicemente Vittoria, ma nel 1946 fu rinominata con il nome del presidente della FIFA Jules Rimet, che ebbe l'idea di organizzare il primo campionato del mondo.
Il trofeo è stato progettato dallo scultore francese Abel Lafleur e realizzato in argento sterling placcato oro su una base di marmo bianco/giallo. Nel 1954 questa base fu sostituita da una realizzata in lapislazzuli. Complessivamente era alto 35 centimetri e pesava 3,8 chilogrammi. Comprendeva una coppa decagonale, sostenuta da una figura alata che rappresenta Nike, l'antica dea greca della vittoria.
Nel 1970 il Brasile vinse per la terza volta il torneo e, come stabilito dal regolamento, gli fu permesso di entrare definitivamente in possesso del trofeo. Tuttavia, la coppa fu rubata nel 1983 e non più ritrovata, facendo sospettare che fosse, probabilmente, stata fusa dai ladri.
È da notare che questo non fu l'unico furto della coppa. Prima dell'inizio del mondiale del 1966 in Inghilterra, la Coppa, lì trasportata dal Brasile detentore in occasione del torneo, venne rubata e riapparve solo dopo alcuni giorni, trovata (a quanto si disse) da un cane poliziotto lungo la strada.
Dopo il 1970 fu istituito un nuovo trofeo in sostituzione della Coppa Rimet, la Coppa del mondo FIFA. Gli esperti della federazione mondiale, provenienti da sette nazioni, valutarono cinquantatré modelli differenti; alla fine fu scelto il lavoro del designer italiano Silvio Gazzaniga.
Lo stesso scultore descrisse così la sua creazione: «Le linee nascono dalla base, risalendo in spirali, fino a stringere il mondo. Le figure rappresentate sono due atleti che esultano nel momento della vittoria.»
La nuova coppa è alta 36,8 cm, dal diametro base di 13 cm, forgiata in oro 18 carati, vuota al suo interno ma comunque pesante 6142 g. La base contiene due fasce di malachite (una pietra semi-preziosa) e nella parte sottostante la base sono incisi su una placca d'oro i nomi e l'anno delle nazionali che si sono imposte nel campionato dal 1974, operazione di incisione che durerà fino a quando non verranno riempiti tutti gli spazi possibili e cioè fino al 2038.
La versione originale del trofeo, di proprietà della FIFA, ha un valore commerciale di circa 155.000 euro (variabile a seconda del prezzo di mercato dell'oro, cifra aggiornata a luglio del 2018), anche se la sua eventuale vendita a un'asta collezionistica porterebbe a una valutazione di gran lunga superiore, per non dire incommensurabile, dato l'inestimabile valore come opera d'arte.
La coppa è stata fabbricata dalla Gde Licensee Bertoni di Paderno Dugnano ed è la stessa azienda che si è occupata anche del suo restauro o del rifacimento di eventuali parti rovinate, nei casi frequenti in cui il trofeo aveva subito dei danni. Fino al 2006, infatti, i vincitori della coppa ne restavano in possesso fino all'edizione successiva; al momento del ritiro, il trofeo veniva sostituito con una copia delle stesse dimensioni, ma realizzata in metallo dorato e successivamente laminata in oro. Dal 2006 la FIFA ha deciso di cambiare regolamento a causa di numerose ammaccature che l'hanno costretta a una costosa opera di restauro. La federazione ha deciso quindi di concedere l'originale solo per la premiazione e per le due ore successive sotto stretta sorveglianza; subito dopo l'originale viene ritirato e custodito in Svizzera, nella sede della FIFA, mentre alla nazionale vincitrice viene attribuita la copia laminata in oro. Anche queste copie sono prodotte dall'azienda meneghina, ma nessuna di queste può essere realizzata senza previa autorizzazione della FIFA.
Questo trofeo non verrà mai assegnato permanentemente a una nazione, indipendentemente dal numero di vittorie raggiunte; tuttavia, l'opera di Gazzaniga potrebbe essere sostituita qualora nella placca d'oro posizionata sotto la base del trofeo (dunque non visibile senza sollevare il trofeo stesso) non dovesse esservi più spazio disponibile per incidere il nome della nazionale vincitrice. Per posticipare questo evento il più avanti possibile nel tempo, dopo la Coppa del Mondo del 2014 l'allineamento verticale dei nomi delle nazioni campioni del mondo incisi sulla placca è stato ridisegnato per adattarsi ai futuri detentori del titolo. La vecchia placca d'oro è stata sostituita da una nuova, in cui l'elenco dei campioni del mondo dal 1974 è stato riorganizzato in una spirale per accogliere quanti più nomi possibili dei vincitori delle future edizioni del torneo. Al momento non si può determinare con certezza quando anche questo spazio sarà terminato, essendo impossibile conoscere preventivamente i nomi (e la loro lunghezza) delle future nazioni vincitrici della coppa del mondo.

Il FIFA Champions Badge

Dal settembre 2008, alla nazionale vincitrice del torneo è concessa la possibilità di esibire sulla propria maglia il FIFA Champions Badge, recante una versione stilizzata della Coppa del Mondo e sotto la scritta FIFA WORLD CHAMPIONS e l'anno in cui la nazionale ha vinto la competizione. La nazionale premiata con il citato stemma potrà esibire sulla propria maglia il distintivo fino al fischio finale della successiva edizione della coppa del mondo.

### Nazioni vincitrici
Dalla prima edizione, quando ancora era Coppa Rimet, ad oggi sono soltanto 8 le nazionali che hanno vinto il trofeo nelle 22 edizioni della sua storia. Questo l'albo d'oro in sintesi: 5 vittorie il Brasile (1958, 1962, 1970, 1994, 2002); 4 vittorie l'Italia (1934, 1938, 1982, 2006) e la Germania, ex Germania Ovest (1954, 1974, 1990, 2014); 3 vittorie l'Argentina (1978, 1986, 2022); 2 vittorie l'Uruguay (1930, 1950) e la Francia (1998, 2018); 1 vittoria l'Inghilterra (1966) e la Spagna (2010).
L'Uruguay nel 1930, l'Italia nel 1934, l'Inghilterra nel 1966, la Germania Ovest nel 1974 e l'Argentina nel 1978 sono tutte riuscite a vincere la competizione nella prima occasione in cui la stessa si disputava nel rispettivo territorio nazionale. Inoltre, ad eccezione della vittoria dei tedeschi nel 1974, negli altri casi la vittoria del titolo nella prima edizione ospitata nel proprio territorio nazionale è corrisposta alla prima vittoria assoluta della competizione da parte della rispettiva nazionale.
Singolarmente il Brasile, ovvero la nazione che ha vinto più titoli nella storia della competizione, non è mai riuscito ad aggiudicarsi la coppa del mondo quando l'evento si svolgeva sul proprio territorio, ovvero in ben due occasioni, nel 1950 e nel 2014.

### Stelle
Il Brasile fu la prima squadra nazionale che nel 1968, durante un tour in Europa, scese in campo con una maglia con due stelle al di sopra dello stemma della federazione brasiliana, salvo poi eliminarle durante lo svolgimento del mondiale del 1970. Al termine di quella competizione, però, il Brasile decise di aggiungere tre stelle sopra il proprio stemma per celebrare la vittoria della loro terza Coppa del Mondo; l'Italia fece la stessa cosa nel 1982 dopo la vittoria del terzo mondiale in Spagna e la Germania Ovest (poi Germania) fece altrettanto nel 1990. Nel 1994 il Brasile aggiunse una quarta stella. Dopo il mondiale del 1998 la FIFA decise di regolarizzare l'utilizzo delle stelle consentendo a tutte le nazionali che hanno vinto almeno un titolo mondiale di apporre una stella per ogni titolo vinto.
Nel regolamento sull'equipaggiamento per le competizioni FIFA, la sezione 16.1 recita: «Quelle Associazioni che hanno vinto una o più delle precedenti edizioni della FIFA World Cup™ o della FIFA Women's World Cup™ possono visualizzare queste vittorie sull'equipaggiamento da gioco usato dalle loro nazionali maschili o femminili con una stella a cinque punte, o altro simbolo eventualmente indicato dalla FIFA, per ogni edizione della FIFA World Cup™ (maglia da uomo) o FIFA Women's World Cup™ (maglia da donna) vinta dall'Associazione.»

#### Il "caso" dell'Uruguay
A partire dal 1992 l'Uruguay ha deciso di fregiarsi di ben 4 stelle all'interno o all'esterno del simbolo della propria Federazione, nonostante la nazionale sudamericana sia riuscita a vincere la Coppa del Mondo solo per due volte, nel 1930 e nel 1950. L'AUF sostenne che le due medaglie d'oro conquistate nei tornei olimpici di Parigi 1924 e Amsterdam 1928 erano da considerare "equivalenti" ai campionati mondiali. La federazione mondiale, infatti, nel 1924 aveva stabilito che se i tornei olimpici fossero stati giocati secondo il regolamento FIFA (come accadde), sarebbero stati riconosciuti come campionati del mondo dilettantistici.
Tra FIFA e CIO lo scoglio da superare era, per l'appunto, la differenza tra dilettantismo e professionismo: in quegli anni la FIFA spingeva per far accettare i calciatori professionisti anche ai Giochi olimpici, cosa che i regolamenti olimpici non potevano consentire. Per i tornei dal 1920 (vinto dal Belgio) al 1928 si cercò di ovviare al problema con degli escamotage di carattere burocratico, ad esempio facendo passare come dilettanti dei veri campioni grazie a imprenditori compiacenti che li facevano risultare lavoratori dipendenti delle loro attività e non calciatori professionisti. In questo modo, soprattutto per le ultime due edizioni, quelle vinte appunto dall'Uruguay, sia il numero delle squadre partecipanti ai tornei olimpici di quel periodo (14 nazionali nel 1920, ben 22 nel 1924 e 17 nel 1928, contro le 13 del primo mondiale del 1930) sia la qualità dei giocatori che componevano le formazioni davano adito a considerarle in via ufficiosa come delle vere e proprie competizioni professionistiche a livello mondiale. La diatriba con il CIO per queste problematiche divenne talmente violenta che la FIFA decise di interrompere la collaborazione e istituire il proprio campionato mondiale, che infatti partì dal 1930, mentre ai Giochi olimpici del 1932 il torneo calcistico non si svolse, per le ragioni di cui sopra, ed il calcio rientrò nel programma olimpico dal 1936.
Nel 1984, in un libro ufficiale edito dalla FIFA per riassumere i primi 80 anni della sua attività, l'Uruguay venne citato come "quadricampione" mondiale proprio per quelle vittorie olimpiche del 1924 e del 1928 a cui si erano unite le due vittorie ai Mondiali del 1930 e del 1950. Nel suo sito ufficiale riconosce all'Uruguay le due vittorie in Coppa del Mondo (del 1930 e 1950) e segnala le vittorie olimpiche sotto la dicitura "Other FIFA Tournaments", come per altro fa con tutte nazionali che si sono fregiate di questi titoli a partire dal 1908.

## Qualificazioni

Suddivisione delle sei zone prescelte dalla FIFA.

Dalla seconda edizione (1934), prima del torneo si tengono le qualificazioni per restringere il campo delle nazionali che si giocheranno la coppa. Questa fase preliminare si tiene nelle sei diverse zone scelte dalla FIFA (Africa, Asia, Centro-Nord America e Caraibi, Sud America, Oceania, Europa), ed è organizzata e supervisionata dalle rispettive confederazioni. Per ogni zona l'organismo mondiale decide il numero di posti iridati messi in palio generalmente basandosi sulla forza delle squadre partecipanti (in considerazione dei risultati ottenuti).
All'edizione del 2022 i posti per le confederazioni sono così ripartiti:
| Confederazione                              | Posti garantiti |
| ------------------------------------------- | --------------- |
| UEFA                                        | 13              |
| CAF                                         | 5               |
| AFC                                         | 4               |
| CONMEBOL                                    | 4               |
| CONCACAF                                    | 3               |
| OFC                                         | 0               |
| Spareggio tra AFC, CONMEBOL, CONCACAF e OFC | 2               |
| Nazione ospitante                           | 1               |
| Totale                                      | 32              |

Il torneo di qualificazione inizia tre anni prima della fase finale e dura per più di due anni. Lo svolgimento di questa fase varia a seconda della confederazione; di solito uno o due dei posti da assegnare vengono decisi da partite ad eliminazione diretta che coinvolgono nazioni di zone diverse, per esempio la vincitrice della zona dell'Oceania giocò contro la quinta del girone unico del Sud America per potersi qualificare al Campionato mondiale di calcio 2006.
Dal 1938 lo Stato organizzatore ottiene la partecipazione automatica alla manifestazione, questo anche quando ad organizzarla siano più nazioni congiuntamente (come già successo per Giappone e Corea del Sud nell'edizione del 2002).
Inoltre fino all'edizione del 2002 anche la squadra rappresentativa del Paese detentore del titolo accedeva di diritto alla fase finale del torneo; l'ultima nazione ad usufruire di questo privilegio fu la Francia vincitrice dell'edizione del 1998. Nell'edizione del 1934 i campioni in carica dell'Uruguay disertarono la competizione pur avendo diritto ad un posto nella fase finale.
Sarà così anche per l'edizione del 2026 che, per la prima volta nella storia del campionato mondiale di calcio, verrà ospitata da tre nazioni contemporaneamente, ovvero Canada, Messico e Stati Uniti, dato che nella presentazione della candidatura congiunta è stato anticipato che tutte e tre le nazioni ospitanti otterranno la qualificazione d'ufficio.

## Formula
L'attuale formato della Coppa del mondo FIFA, adottato dall'edizione del 1998 all'edizione del 2022, prevede la partecipazione di 32 squadre che si affrontano in un torneo della durata di circa un mese in un paese ospitante. Ci sono due parti: una prima fase, a gironi, seguita da una griglia ad eliminazione diretta. Questa formula è stata utilizzata per l'ultima volta nel 2022 in Qatar, dato che dal 2026 il numero delle squadre partecipanti salirà a 48, con conseguente modifica della fase finale (il numero delle partite complessive passerà dalle attuali 64 a 104, con 12 gironi anziché 8 ed un turno ad eliminazione diretta in più rispetto alla formula oggi in uso).
Nella fase a gironi le squadre vengono suddivise in otto gruppi di quattro formazioni ciascuno. Il sorteggio avviene approssimativamente sei mesi prima dell'evento e viene effettuato nella nazione ospitante. Otto squadre (tra cui i padroni di casa e, se qualificati, i campioni del mondo) vengono poste come teste di serie, con una formula basata su urne in cui vengono suddivise le squadre restanti in base al Ranking FIFA e alle prestazioni nelle edizioni precedenti. L'assegnazione nelle urne tiene anche conto di criteri geografici, a questo punto avviene l'estrazione e ad ogni squadra viene assegnato un gruppo.
In ogni raggruppamento ogni squadra gioca tre partite. Il turno successivo prevede la creazione di un tabellone, a cui accedono le prime due di ogni girone, basato sul piazzamento nel gruppo. Dal 1994 vengono assegnati tre punti alla squadra vincitrice, uno in caso di pareggio e zero alla squadra sconfitta (precedentemente alla squadra vincitrice venivano assegnati due punti). Il piazzamento in classifica è determinato nell'ordine da numero di punti, differenza reti e numero di reti segnate. Se due o più squadre, alla fine delle tre partite, risultano in parità sulla base dei precedenti criteri, si procede a valutare la classifica avulsa, ovvero ancora numero di punti, differenza reti e numero di reti segnate ma limitatamente ai match che riguardano le squadre interessate. Se la situazione di parità permane, si ricorre al sorteggio. Nel 2018 si è tenuto conto come ultimo criterio prima del sorteggio di una classifica "fair play" che ponderasse il minor numero di cartellini gialli e rossi ricevuti; la regola è stata effettivamente applicata facendo passare agli ottavi di finale il Giappone a discapito del Senegal.
La fase ad eliminazione diretta prevede partite di sola andata con la possibilità, in caso di pareggio dopo i tempi regolamentari, di tempi supplementari ed eventualmente tiri di rigore, previsti nel regolamento dall'edizione del 1978. Le partite iniziano dagli ottavi di finale dove la vincitrice di ogni gruppo incontra la seconda classificata di un altro girone. Successivamente seguono i quarti, le semifinali, la finale per il terzo posto (nella quale si affrontano le perdenti delle due semifinali) e la finale.
Di seguito un riepilogo delle formule del torneo:
- 1930 (13 squadre): Prima fase a gironi con un gruppo da 4 squadre e tre gruppi da 3 squadre, accedono al turno successivo le prime classificate. Seconda fase ad eliminazione diretta: semifinali e finale. Questa fu l'unica edizione che non previde alcuna fase di qualificazione e l'unica che non previde la finale per il terzo posto,[21] tuttavia, con una decisione a posteriori, la FIFA assegnò il terzo posto agli Stati Uniti ed il quarto alla Jugoslavia.[nota 1]
- 1934-1938 (16 squadre, nel 1938 15 effettive): Fase unica ad eliminazione diretta: ottavi di finale, quarti di finale, semifinali e finali.[22][23] Queste furono le uniche edizioni completamente ad eliminazione diretta. L'edizione del 1934 fu la prima a prevedere la fase di qualificazione, alla quale, caso unico, dovette prendervi parte anche la nazionale di casa (l'Italia, che si qualificò battendo 4-0 la Grecia), e l'unica in cui la nazionale campione in carica, l'Uruguay, non partecipò alla competizione. Nell'edizione del 1938 l'incontro Svezia-Austria, valevole per gli ottavi di finale, non venne disputato a causa del ritiro degli austriaci e la Svezia passò automaticamente il turno col punteggio di 2-0 a tavolino.[nota 2]
- 1950 (16 squadre, 13 effettive): Prima fase a gironi con quattro gruppi da 4 squadre ciascuno, accedono al turno successivo le prime classificate. Seconda fase a girone unico dove la prima classificata avrebbe vinto la manifestazione. A causa di alcuni ritiri il gruppo 3 si ridusse a 3 squadre ed il gruppo 4 si ridusse a 2 squadre.[nota 3] Questa fu l'unica edizione completamente a gironi e l'unica senza finali ufficiali, tuttavia, poiché le partite conclusive del girone finale si disputarono tra le squadre che nella classifica parziale avevano rispettivamente meno punti (1 la Spagna e 0 la Svezia) e più punti (4 il Brasile e 3 l'Uruguay), queste possono essere ritenute delle finali de facto. Tra l'altro, a causa della particolare formula del torneo, sia la Spagna (in gara per il terzo posto) che il Brasile (in gara per la vittoria del titolo) avrebbero potuto raggiungere il proprio traguardo anche solo pareggiando, ma ciò non accadde.[24]
- 1954 (16 squadre): Prima fase a gironi con quattro gruppi da 4 squadre ciascuno. Questa fu l'unica edizione in cui i gironi vennero organizzati in modo diverso rispetto allo schema dei gironi all'italiana, in cui ogni squadra incontra tutte le altre del girone, infatti per ogni girone vennero individuate due "teste di serie" e due "non teste di serie" ed ogni nazionale gioca contro le due appartenenti all'altra categoria, quindi due incontri per ogni squadra invece dei tre classici. Accedono al turno successivo le prime e le seconde classificate; in caso di parità di punti tra seconda e terza classificata si disputa uno spareggio (ne furono necessari due), mentre in caso di parità tra prima e seconda classificata si procede al sorteggio (anche di questi ne furono necessari due). Seconda fase ad eliminazione diretta: quarti di finale, in cui le squadre vengono abbinate secondo uno schema prima-prima e seconda-seconda (anche questa fu un'anomalia rispetto al criterio, usato in tutte le altre edizioni, di abbinare le squadre secondo uno schema incrociato prima-seconda), semifinali e finali.[25]
- 1958-1970 (16 squadre): Prima fase a gironi con quattro gruppi da 4 squadre ciascuno, accedono al turno successivo le prime e le seconde classificate. Nell'edizione del 1958 in caso di parità di punti tra seconda e terza classificata si disputa uno spareggio (ne furono necessari tre). Seconda fase ad eliminazione diretta: quarti di finale, in cui le squadre vengono abbinate secondo uno schema incrociato prima-seconda, semifinali e finali.[26][27]
- 1974-1978 (16 squadre): Prima fase a gironi con quattro gruppi da 4 squadre ciascuno, accedono al turno successivo le prime e le seconde classificate. Seconda fase a gironi con due gruppi da 4 squadre ciascuno: le seconde classificate disputano la finale per il terzo posto mentre le prime quella per il titolo.[28][29]
- 1982 (24 squadre): Prima fase a gironi con sei gruppi da 4 squadre ciascuno, accedono al turno successivo le prime e le seconde classificate.[30] Seconda fase a gironi con quattro gruppi da 3 squadre ciascuno, due con 2 prime e 1 seconda e due con 1 prima e 2 seconde, accedono al turno successivo le prime classificate. Terza fase ad eliminazione diretta: semifinali e finali. In tutte le altre edizioni lo schema degli abbinamenti dopo la prima fase a gironi era fatto in modo che 2 squadre dello stesso girone potessero eventualmente incontrarsi nuovamente solo nelle finali, invece in quest'edizione i quattro gironi della seconda fase a gironi erano divisi in due parti distinte, da ciascuna delle quali arrivava una semifinalista. La conseguenza fu che Italia e Polonia, che si erano già incontrate nel proprio girone, si incontrarono nuovamente in una delle due semifinali.
- 1986-1994 (24 squadre): Prima fase a gironi con sei gruppi da 4 squadre ciascuno, accedono al turno successivo le prime, le seconde e le quattro migliori terze classificate. Seconda fase ad eliminazione diretta: ottavi di finale, in cui le squadre vengono abbinate secondo uno schema incrociato prima-terza, prima-seconda o seconda-seconda, quarti di finale, semifinali e finali.[31][32]
- 1998-2022 (32 squadre): Prima fase a gironi con otto gruppi da 4 squadre ciascuno, accedono al turno successivo le prime e le seconde classificate. Seconda fase ad eliminazione diretta: ottavi di finale, in cui le squadre vengono abbinate secondo uno schema incrociato prima-seconda, quarti di finale, semifinali e finali.[33] Nell'edizione del 2002, diversamente da tutte le altre edizioni, lo schema degli abbinamenti dopo la prima fase a gironi ammetteva la possibilità che 2 squadre dello stesso girone potessero eventualmente incontrarsi nuovamente in semifinale. La conseguenza fu che Brasile e Turchia, che si erano già incontrate nel proprio girone, si incontrarono nuovamente in una delle due semifinali.
- Dal 2026 (48 squadre): Prima fase a gironi con dodici gruppi da 4 squadre ciascuno, accedono al turno successivo le prime, le seconde e le otto migliori terze classificate. Seconda fase ad eliminazione diretta: sedicesimi di finale, in cui le squadre vengono abbinate secondo uno schema incrociato prima-terza, prima-seconda o seconda-seconda, ottavi di finale, quarti di finale, semifinali e finali.[34]

## Scelta della nazione ospitante
Sono diciassette i Paesi che hanno finora ospitato la Coppa del mondo: Italia nel 1934 e 1990, Francia nel 1938 e 1998, Brasile nel 1950 e 2014, Messico nel 1970 e 1986 e Germania nel 1974 e 2006 hanno ospitato la manifestazione in due occasioni, mentre Uruguay, Svizzera, Svezia, Cile, Inghilterra, Argentina, Spagna, Stati Uniti, Giappone e Corea del Sud (congiuntamente), Sudafrica, Russia e Qatar una sola volta. Nel 2026 la manifestazione iridata vedrà l'allargamento della partecipazione a 48 nazionali e per la prima volta sarà ospitata congiuntamente da tre nazioni, Canada, Messico e Stati Uniti. Finora si era disputata sempre in una sola nazione, tranne due nel 2002, Corea del Sud e Giappone, con finale disputatasi a Yokohama. La decisione assunta per il 2026 darà al Messico la particolarità di essere il primo Paese ad averla ospitata in tre diverse occasioni (le due volte precedenti nel 1970 e nel 1986, allorché sostituì la Colombia, in grave ritardo nell’organizzazione e nell’impiantistica). Solo la prima edizione fu ospitata in una sola città, la capitale uruguayana Montevideo. Nel 2030 per la prima volta un mondiale si disputa in 3 continenti (Sudamerica, Europa e Africa) e in sei stati (Spagna, Portogallo, Marocco, Uruguay, Argentina e Paraguay).
Le recenti coppe del mondo vengono assegnate a uno Stato durante i congressi della FIFA. La scelta della nazione organizzatrice è sempre stata oggetto di controversie, specialmente tra Europa e Sud America, i due centri di potere del calcio mondiale. La decisione di tenere la prima coppa del mondo in Uruguay, per esempio, permise a sole quattro nazionali europee di parteciparvi. I due successivi mondiali furono disputati in Europa. La scelta della Francia per l'edizione del 1938 fu molto criticata in quanto le nazioni sudamericane erano convinte che dovesse valere il principio dell'alternanza tra i due continenti. Sia l'Argentina sia l'Uruguay boicottarono il torneo.
Dopo il 1958, per evitare boicottaggi e polemiche, l'organizzazione della manifestazione fu alternata tra America ed Europa, seguendo questa linea fino al 1998. Nel 2002 il mondiale, ospitato congiuntamente da Giappone e Corea del Sud, fu il primo ad essere giocato in Asia (e l'unico, come indicato dapprima, con più di uno Stato impegnato nell'organizzazione, fino al 2026, allorché la competizione sarà allargata a 48 squadre e sarà organizzata da tre Paesi: il Canada, gli Stati Uniti d'America e il Messico) mentre nel 2010 il Sudafrica divenne la prima nazione africana anfitrione del torneo.
La nazione ospitante viene attualmente scelta dal Comitato Esecutivo della FIFA. L'assegnazione diventa definitiva dopo che le candidate vengono sottoposte a votazione. La federazione calcistica della nazione che desidera ospitare un mondiale riceve il cosiddetto Hosting Agreement, una guida in cui vengono spiegati i passi necessari per offrire una candidatura forte e che sancisce l'ufficiale conferma della richiesta di organizzazione. Successivamente, un gruppo di ispettori designati dalla FIFA visita gli Stati per constatare il rispetto dei requisiti. Di solito, la decisione viene presa circa sei anni prima della manifestazione. Per le edizioni del 2010 e del 2014 la decisione è stata presa tenendo conto della rotazione tra i continenti affiliati alla FIFA e solo le nazioni appartenenti al continente prescelto (rispettivamente Africa e America del sud) hanno avuto il diritto di presentare la candidatura. L'edizione del 2010 è stata la prima che si è tenuta in Africa, mentre quella del 2014, assegnata al Brasile, segna il ritorno in Sudamerica dopo quella del 1978 e in Brasile dopo quella del 1950. Alla Colombia era stata assegnata l'organizzazione dell'edizione del 1986 e, alla sua rinuncia, essa passò, come detto, al Messico.
Il 2 dicembre 2010 la FIFA ha assegnato l'organizzazione dei Mondiali del 2018 alla Russia e quella del 2022 al Qatar.
Il 13 giugno 2018 la FIFA ha assegnato l'organizzazione dei mondiali del 2026 al Canada, al Messico e agli Stati Uniti d'America. Il Messico diventa il primo Stato ad aver organizzato la competizione per tre volte.
L'11 dicembre 2024 la FIFA ha assegnato l'organizzazione dei mondiali del 2030 al Portogallo, alla Spagna e al Marocco. La competizione sarà disputata per la prima volta in due continenti diversi: Portogallo e Spagna si trovano in Europa, mentre il Marocco in Africa. Ciononostante, le tre partite inaugurali si disputeranno in Uruguay, in Paraguay ed in Argentina che si trovano in Sudamerica, rendendola de facto un'edizione tricontinentale.
Il 30 luglio 2025 la FIFA ha assegnato l'organizzazione dei mondiali del 2034 all'Arabia Saudita, che ospiterà il suo primo mondiale.

## Copertura mediatica
La Coppa del Mondo del 1954 fu la prima ad essere trasmessa in televisione e negli anni si è affermato come evento sportivo più seguito dalle televisioni del pianeta: è stato stimato che il pubblico cumulativo di tutte le partite dell'edizione del 2006 sia stato di 26,29 miliardi di persone; in particolare la finale tra Italia e Francia ha fissato il record per un evento sportivo televisivo con 715,1 milioni di spettatori, il 10,9% della popolazione mondiale.

## Mascotte
Ogni edizione dei campionati mondiali di calcio, a partire dal 1966, ha avuto la propria mascotte.

## Brani musicali ufficiali
Ogni edizione dei campionati mondiali di calcio, a partire dal 1962, ha avuto il proprio brano musicale ufficiale.

## Partecipazioni
| Confederazione | Nazionale            | Partecipazioni totali | Tornei |
| -------------- | -------------------- | --------------------- | --- |
| CONMEBOL       | Brasile              | 23                    | 1930, 1934, 1938, 1950, 1954, 1958, 1962, 1966, 1970, 1974, 1978, 1982, 1986, 1990, 1994, 1998, 2002, 2006, 2010, 2014, 2018, 2022, 2026 |
| CONMEBOL       | Argentina            | 19                    | 1930, 1934, 1958, 1962, 1966, 1974, 1978, 1982, 1986, 1990, 1994, 1998, 2002, 2006, 2010, 2014, 2018, 2022, 2026                         |
| CONMEBOL       | Uruguay              | 14                    | 1930, 1950, 1954, 1962, 1966, 1970, 1974, 1986, 1990, 2002, 2010, 2014, 2018, 2022                                                       |
| CONMEBOL       | Cile                 | 9                     | 1930, 1950, 1962, 1966, 1974, 1982, 1998, 2010, 2014                                                                                     |
| CONMEBOL       | Paraguay             | 8                     | 1930, 1950, 1958, 1986, 1998, 2002, 2006, 2010                                                                                           |
| CONMEBOL       | Colombia             | 6                     | 1962, 1990, 1994, 1998, 2014, 2018 |
| CONMEBOL       | Perù                 | 5                     | 1930, 1970, 1978, 1982, 2018 |
| CONMEBOL       | Ecuador              | 4                     | 2002, 2006, 2014, 2022 |
| CONMEBOL       | Bolivia              | 3                     | 1930, 1950, 1994 |
| UEFA           | Germania             | 20                    | 1934, 1938, 1954, 1958, 1962, 1966, 1970, 1974, 1978, 1982, 1986, 1990, 1994, 1998, 2002, 2006, 2010, 2014, 2018, 2022                   |
| UEFA           | Italia               | 18                    | 1934, 1938, 1950, 1954, 1962, 1966, 1970, 1974, 1978, 1982, 1986, 1990, 1994, 1998, 2002, 2006, 2010, 2014                               |
| UEFA           | Inghilterra          | 16                    | 1950, 1954, 1958, 1962, 1966, 1970, 1982, 1986, 1990, 1998, 2002, 2006, 2010, 2014, 2018, 2022                                           |
| UEFA           | Francia              | 16                    | 1930, 1934, 1938, 1954, 1958, 1966, 1978, 1982, 1986, 1998, 2002, 2006, 2010, 2014, 2018, 2022                                           |
| UEFA           | Spagna               | 16                    | 1934, 1950, 1962, 1966, 1978, 1982, 1986, 1990, 1994, 1998, 2002, 2006, 2010, 2014, 2018, 2022                                           |
| UEFA           | Belgio               | 14                    | 1930, 1934, 1938, 1954, 1970, 1982, 1986, 1990, 1994, 1998, 2002, 2014, 2018, 2022                                                       |
| UEFA           | Serbia               | 13                    | 1930, 1950, 1954, 1958, 1962, 1974, 1982, 1990, 1998, 2006, 2010, 2018, 2022                                                             |
| UEFA           | Svezia               | 12                    | 1934, 1938, 1950, 1958, 1970, 1974, 1978, 1990, 1994, 2002, 2006, 2018                                                                   |
| UEFA           | Svizzera             | 12                    | 1934, 1938, 1950, 1954, 1962, 1966, 1994, 2006, 2010, 2014, 2018, 2022                                                                   |
| UEFA           | Russia               | 11                    | 1958, 1962, 1966, 1970, 1982, 1986, 1990, 1994, 2002, 2014, 2018                                                                         |
| UEFA           | Paesi Bassi          | 11                    | 1934, 1938, 1974, 1978, 1990, 1994, 1998, 2006, 2010, 2014, 2022                                                                         |
| UEFA           | Rep. Ceca            | 9                     | 1934, 1938, 1954, 1958, 1962, 1970, 1982, 1990, 2006                                                                                     |
| UEFA           | Ungheria             | 9                     | 1934, 1938, 1954, 1958, 1962, 1966, 1978, 1982, 1986                                                                                     |
| UEFA           | Polonia              | 9                     | 1938, 1974, 1978, 1982, 1986, 2002, 2006, 2018, 2022                                                                                     |
| UEFA           | Scozia               | 8                     | 1954, 1958, 1974, 1978, 1982, 1986, 1990, 1998                                                                                           |
| UEFA           | Portogallo           | 8                     | 1966, 1986, 2002, 2006, 2010, 2014, 2018, 2022                                                                                           |
| UEFA           | Romania              | 7                     | 1930, 1934, 1938, 1970, 1990, 1994, 1998                                                                                                 |
| UEFA           | Austria              | 7                     | 1934, 1954, 1958, 1978, 1982, 1990, 1998                                                                                                 |
| UEFA           | Bulgaria             | 7                     | 1962, 1966, 1970, 1974, 1986, 1994, 1998                                                                                                 |
| UEFA           | Croazia              | 6                     | 1998, 2002, 2006, 2014, 2018, 2022 |
| UEFA           | Danimarca            | 6                     | 1986, 1998, 2002, 2010, 2018, 2022 |
| UEFA           | Grecia               | 3                     | 1994, 2010, 2014 |
| UEFA           | Irlanda              | 3                     | 1990, 1994, 2002 |
| UEFA           | Norvegia             | 3                     | 1938, 1994, 1998 |
| UEFA           | Irlanda del Nord     | 3                     | 1958, 1982, 1986 |
| UEFA           | Slovenia             | 2                     | 2002, 2010 |
| UEFA           | Turchia              | 2                     | 1954, 2002 |
| UEFA           | Galles               | 2                     | 1958, 2022 |
| UEFA           | Germania Est         | 1                     | 1974 |
| UEFA           | Ucraina              | 1                     | 2006 |
| UEFA           | Slovacchia           | 1                     | 2010 |
| UEFA           | Bosnia ed Erzegovina | 1                     | 2014 |
| UEFA           | Islanda              | 1                     | 2018 |
| CONCACAF       | Messico              | 18                    | 1930, 1950, 1954, 1958, 1962, 1966, 1970, 1978, 1986, 1994, 1998, 2002, 2006, 2010, 2014, 2018, 2022, 2026                               |
| CONCACAF       | Stati Uniti          | 12                    | 1930, 1934, 1950, 1990, 1994, 1998, 2002, 2006, 2010, 2014, 2022, 2026                                                                   |
| CONCACAF       | Costa Rica           | 6                     | 1990, 2002, 2006, 2014, 2018, 2022 |
| CONCACAF       | Honduras             | 3                     | 1982, 2010, 2014 |
| CONCACAF       | El Salvador          | 2                     | 1970, 1982 |
| CONCACAF       | Canada               | 2                     | 1986, 2022 |
| CONCACAF       | Panama               | 1                     | 2018 |
| CONCACAF       | Trinidad e Tobago    | 1                     | 2006 |
| CONCACAF       | Giamaica             | 1                     | 1998 |
| CONCACAF       | Haiti                | 1                     | 1974 |
| CONCACAF       | Cuba                 | 1                     | 1938 |
| CAF            | Camerun              | 8                     | 1982, 1990, 1994, 1998, 2002, 2010, 2014, 2022                                                                                           |
| CAF            | Marocco              | 6                     | 1970, 1986, 1994, 1998, 2018, 2022 |
| CAF            | Tunisia              | 6                     | 1978, 1998, 2002, 2006, 2018, 2022 |
| CAF            | Nigeria              | 6                     | 1994, 1998, 2002, 2010, 2014, 2018 |
| CAF            | Algeria              | 4                     | 1982, 1986, 2010, 2014 |
| CAF            | Ghana                | 4                     | 2006, 2010, 2014, 2022 |
| CAF            | Egitto               | 3                     | 1934, 1990, 2018 |
| CAF            | Sudafrica            | 3                     | 1998, 2002, 2010 |
| CAF            | Senegal              | 3                     | 2002, 2018, 2022 |
| CAF            | Costa d'Avorio       | 3                     | 2006, 2010, 2014 |
| CAF            | Togo                 | 1                     | 2006 |
| CAF            | Angola               | 1                     | 2006 |
| CAF            | RD del Congo*        | 1                     | 1974 |
| AFC            | Corea del Sud        | 12                    | 1954, 1986, 1990, 1994, 1998, 2002, 2006, 2010, 2014, 2018, 2022, 2026                                                                   |
| AFC            | Giappone             | 8                     | 1998, 2002, 2006, 2010, 2014, 2018, 2022, 2026                                                                                           |
| AFC            | Iran                 | 7                     | 1978, 1998, 2006, 2014, 2018, 2022, 2026                                                                                                 |
| AFC            | Arabia Saudita       | 6                     | 1994, 1998, 2002, 2006, 2018, 2022 |
| AFC            | Australia*           | 5                     | 2010, 2014, 2018, 2022, 2026 |
| AFC            | Corea del Nord       | 2                     | 1966, 2010 |
| AFC            | Qatar                | 1                     | 2022 |
| AFC            | Cina                 | 1                     | 2002 |
| AFC            | Emirati Arabi Uniti  | 1                     | 1990 |
| AFC            | Iraq                 | 1                     | 1986 |
| AFC            | Kuwait               | 1                     | 1982 |
| AFC            | Israele*             | 1                     | 1970 |
| AFC            | Indonesia            | 1                     | 1938 |
| OFC            | Australia*           |                       | 1974, 2006, |
| OFC            | Nuova Zelanda        | 2                     | 1982, 2010 |

Anni con sfondo giallo = Squadra campione quell'anno.
✶ Al campionato del mondo del 1974, la Repubblica Democratica del Congo giocò con l'allora nome statale di Zaire. Israele ha gareggiato nelle qualificazioni alla Coppa del Mondo per tre diverse confederazioni, gareggiando per la Confederazione calcistica asiatica e la Confederazione calcistica dell'Oceania, prima di stabilirsi in Europa come membro dell'Unione delle associazioni calcistiche europee nel 1994. L'Australia è attualmente membro della Confederazione calcistica asiatica (AFC), da quando ha lasciato la Confederazione calcistica dell'Oceania (OFC) nel 2006.

## Albo d'oro
| Anno | Ospitante                     | Finale primo posto | Finale primo posto                                   | Finale primo posto | Finale terzo posto | Finale terzo posto                                | Finale terzo posto | Numero di squadre |
| Anno | Ospitante                     | Vincitore          | Risultato                                            | 2º posto           | 3º posto           | Risultato                                         | 4º posto           | Numero di squadre |
| ---- | ----------------------------- | ------------------ | ---------------------------------------------------- | ------------------ | ------------------ | ------------------------------------------------- | ------------------ | ----------------- |
| 1930 | Uruguay                       | Uruguay            | 4 – 2 Stadio del Centenario, Montevideo              | Argentina          | Stati Uniti        | non disputata                                     | Jugoslavia         | 13                |
| 1934 | Italia                        | Italia             | 2 – 1 (dts) Stadio Nazionale del P.N.F., Roma        | Cecoslovacchia     | Germania           | 3 – 2 Stadio Partenopeo Giorgio Ascarelli, Napoli | Austria            | 16                |
| 1938 | Francia                       | Italia             | 4 – 2 Stadio Yves du Manoir, Colombes                | Ungheria           | Brasile            | 4 – 2 Stade Municipal, Bordeaux                   | Svezia             | 15                |
| 1950 | Brasile                       | Uruguay            | 2 – 1 Maracanã, Rio de Janeiro                       | Brasile            | Svezia             | 3 – 1 Estádio do Pacaembu, San Paolo              | Spagna             | 13                |
| 1954 | Svizzera                      | Germania Ovest     | 3 – 2 Wankdorfstadion, Berna                         | Ungheria           | Austria            | 3 – 1 Hardturm, Zurigo                            | Uruguay            | 16                |
| 1958 | Svezia                        | Brasile            | 5 – 2 Råsunda fotbollsstadion, Solna                 | Svezia             | Francia            | 6 – 3 Ullevi, Göteborg                            | Germania Ovest     | 16                |
| 1962 | Cile                          | Brasile            | 3 – 1 Estadio Nacional, Santiago del Cile            | Cecoslovacchia     | Cile               | 1 – 0 Estadio Nacional, Santiago del Cile         | Jugoslavia         | 16                |
| 1966 | Inghilterra                   | Inghilterra        | 4 – 2 (dts) Wembley Stadium, Londra                  | Germania Ovest     | Portogallo         | 2 – 1 Wembley Stadium, Londra                     | Unione Sovietica   | 16                |
| 1970 | Messico                       | Brasile            | 4 – 1 Estadio Azteca, Città del Messico              | Italia             | Germania Ovest     | 1 – 0 Estadio Azteca, Città del Messico           | Uruguay            | 16                |
| 1974 | Germania Ovest                | Germania Ovest     | 2 – 1 Olympiastadion, Monaco di Baviera              | Paesi Bassi        | Polonia            | 1 – 0 Olympiastadion, Monaco di Baviera           | Brasile            | 16                |
| 1978 | Argentina                     | Argentina          | 3 – 1 (dts) Stadio Monumental, Buenos Aires          | Paesi Bassi        | Brasile            | 2 – 1 Stadio Monumental, Buenos Aires             | Italia             | 16                |
| 1982 | Spagna                        | Italia             | 3 – 1 Stadio Santiago Bernabéu, Madrid               | Germania Ovest     | Polonia            | 3 – 2 Stadio José Rico Pérez, Alicante            | Francia            | 24                |
| 1986 | Messico                       | Argentina          | 3 – 2 Estadio Azteca, Città del Messico              | Germania Ovest     | Francia            | 4 – 2 (dts) Estadio Cuauhtémoc, Puebla            | Belgio             | 24                |
| 1990 | Italia                        | Germania Ovest     | 1 – 0 Stadio Olimpico, Roma                          | Argentina          | Italia             | 2 – 1 Stadio San Nicola, Bari                     | Inghilterra        | 24                |
| 1994 | Stati Uniti                   | Brasile            | 0 – 0 (dts) (3-2 dtr) Rose Bowl, Pasadena            | Italia             | Svezia             | 4 – 0 Rose Bowl, Pasadena                         | Bulgaria           | 24                |
| 1998 | Francia                       | Francia            | 3 – 0 Stade de France, Saint-Denis                   | Brasile            | Croazia            | 2 – 1 Parco dei Principi, Parigi                  | Paesi Bassi        | 32                |
| 2002 | Corea del Sud e Giappone      | Brasile            | 2 – 0 Stadio internazionale di Yokohama, Yokohama    | Germania           | Turchia            | 3 – 2 Taegu World Cup Stadium, Taegu              | Corea del Sud      | 32                |
| 2006 | Germania                      | Italia             | 1 – 1 (dts) (5-3 dtr) Olympiastadion Berlin, Berlino | Francia            | Germania           | 3 – 1 Gottlieb-Daimler-Stadion, Stoccarda         | Portogallo         | 32                |
| 2010 | Sudafrica                     | Spagna             | 1 – 0 (dts) FNB Stadium, Johannesburg                | Paesi Bassi        | Germania           | 3 – 2 Nelson Mandela Bay Stadium, Port Elizabeth  | Uruguay            | 32                |
| 2014 | Brasile                       | Germania           | 1 – 0 (dts) Maracanã, Rio de Janeiro                 | Argentina          | Paesi Bassi        | 3 – 0 Stadio nazionale Mané Garrincha, Brasilia   | Brasile            | 32                |
| 2018 | Russia                        | Francia            | 4 – 2 Stadio Lužniki, Mosca                          | Croazia            | Belgio             | 2 – 0 Stadio San Pietroburgo, San Pietroburgo     | Inghilterra        | 32                |
| 2022 | Qatar                         | Argentina          | 3 – 3 (dts) (4-2 dtr) Stadio Iconico, Lusail         | Francia            | Croazia            | 2 – 1 Stadio internazionale Khalifa, Al Rayyan    | Marocco            | 32                |
| 2026 | Canada, Messico e Stati Uniti |                    | – MetLife Stadium, East Rutherford                   |                    |                    | – Hard Rock Stadium, Miami Gardens                |                    | 48                |
| 2030 | Marocco, Portogallo e Spagna  |                    | –                                                    |                    |                    | –                                                 |                    | 48                |
| 2034 | Arabia Saudita                |                    | –                                                    |                    |                    | –                                                 |                    | 48                |

Note
1. 1 2  Non è chiaro se la finale per il terzo posto fosse stata programmata o meno, ma è certo che non si disputò e che sia Stati Uniti che Jugoslavia ricevettero una medaglia di bronzo ( medaglia di Tom Florie., capitano della nazionale statunitense e  medaglia di Blagoje Marjanović., calciatore jugoslavo che prese parte alla manifestazione). Nel 1986, tuttavia, un  rapporto FIFA (pagina 45) (PDF). nel quale sono elencati i piazzamenti delle prime tredici edizioni del torneo ha stabilito retroattivamente che gli Stati Uniti si classificarono al terzo posto e la Jugoslavia al quarto, in virtù della migliore differenza reti degli americani nelle gare disputate. Questa graduatoria è stata confermata dalla stessa FIFA nell' albo d'oro della competizione. presente sul suo sito ufficiale.
2. 1 2  A causa dell'Anschluss la federazione austriaca dovette ritirare la propria iscrizione a sorteggio già effettuato. Il caso è significativo anche perché alcuni giocatori austriaci parteciparono al mondiale come membri della nazionale tedesca; nonostante questo, la nazionale tedesca fu eliminata negli ottavi di finale dalla Svizzera. Fonte: (EN) 1938 FIFA World Cup France – Matches, su fifa.com. URL consultato il 1º giugno 2015 (archiviato dall'url originale il 30 dicembre 2013).
3. 1 2  Scozia e Turchia si ritirarono prima del sorteggio e la sola Francia, eliminata durante le qualificazioni, fu invitata come sostituta, lasciando quindi che il torneo si svolgesse con 15 squadre, ma, dopo il sorteggio, anche India e Francia si ritirarono, sicché il torneo si disputò tra 13 squadre. Fonte: (EN) 1950 FIFA World Cup Brazil – Matches, su fifa.com. URL consultato il 6 luglio 2014 (archiviato dall'url originale il 12 luglio 2014).
4. 1 2  Nel 1950 non erano previste finali per il 1º e per il 3º posto, poiché, caso unico nella storia dei mondiali, al loro posto si disputò un girone all'italiana tra le prime classificate dei quattro gironi del primo turno; dato però che le due partite conclusive del girone finale furono giocate rispettivamente tra le prime due e tra le ultime due nella classifica parziale (Brasile e Uruguay, a 4 punti e 3 punti, e Spagna e Svezia, a 1 e 0 punti), esse valsero de facto come finali per il 1º (terminata 1-2) e per il 3º posto (terminata 1-3) del torneo. La classifica finale del gruppo fu: 1º: Uruguay (5 punti); 2º: Brasile (4 punti); 3º: Svezia (2 punti); 4º: Spagna (1 punto). Fonte: (EN) 1950 FIFA World Cup Brazil – Matches, su fifa.com. URL consultato il 6 luglio 2014 (archiviato dall'url originale il 12 luglio 2014).
5. ↑  Tre partite di apertura verranno disputate in Argentina, Paraguay e Uruguay.

## Medagliere
| Squadra          | Confed.  | Oro | Arg. | Bronzo | Quarto Posto | Totale Podi | Totale piazzamenti nei primi quattro posti | Edizioni Vincenti             | Partecipazioni |
| ---------------- | -------- | --- | ---- | ------ | ------------ | ----------- | ------------------------------------------ | ----------------------------- | -------------- |
| Brasile          | CONMEBOL | 5   | 2    | 2      | 2            | 9           | 11                                         | 1958, 1962, 1970, 1994 e 2002 | 22             |
| Germania         | UEFA     | 4   | 4    | 4      | 1            | 12          | 13                                         | 1954, 1974, 1990 e 2014       | 20             |
| Italia           | UEFA     | 4   | 2    | 1      | 1            | 7           | 8                                          | 1934, 1938, 1982 e 2006       | 18             |
| Argentina        | CONMEBOL | 3   | 3    | -      | -            | 6           | 6                                          | 1978, 1986 e 2022             | 18             |
| Francia          | UEFA     | 2   | 2    | 2      | 1            | 6           | 7                                          | 1998 e 2018                   | 16             |
| Uruguay          | CONMEBOL | 2   | -    | -      | 3            | 2           | 5                                          | 1930 e 1950                   | 14             |
| Inghilterra      | UEFA     | 1   | -    | -      | 2            | 1           | 3                                          | 1966                          | 16             |
| Spagna           | UEFA     | 1   | -    | -      | 1            | 1           | 2                                          | 2010                          | 16             |
| Paesi Bassi      | UEFA     | -   | 3    | 1      | 1            | 4           | 5                                          | -                             | 11             |
| Ungheria         | UEFA     | -   | 2    | -      | -            | 2           | 2                                          | -                             | 9              |
| Cecoslovacchia   | UEFA     | -   | 2    | -      | -            | 2           | 2                                          | -                             | 9              |
| Svezia           | UEFA     | -   | 1    | 2      | 1            | 3           | 4                                          | -                             | 12             |
| Croazia          | UEFA     | -   | 1    | 2      | -            | 3           | 3                                          | -                             | 6              |
| Polonia          | UEFA     | -   | -    | 2      | -            | 2           | 2                                          | -                             | 9              |
| Belgio           | UEFA     | -   | -    | 1      | 1            | 1           | 2                                          | -                             | 14             |
| Portogallo       | UEFA     | -   | -    | 1      | 1            | 1           | 2                                          | -                             | 8              |
| Austria          | UEFA     | -   | -    | 1      | 1            | 1           | 2                                          | -                             | 7              |
| Stati Uniti      | CONCACAF | -   | -    | 1      | -            | 1           | 1                                          | -                             | 11             |
| Cile             | CONMEBOL | -   | -    | 1      | -            | 1           | 1                                          | -                             | 9              |
| Turchia          | UEFA     | -   | -    | 1      | -            | 1           | 1                                          | -                             | 2              |
| Jugoslavia       | UEFA     | -   | -    | -      | 2            | -           | 2                                          | -                             | 13             |
| Unione Sovietica | UEFA     | -   | -    | -      | 1            | -           | 1                                          | -                             | 11             |
| Corea del Sud    | AFC      | -   | -    | -      | 1            | -           | 1                                          | -                             | 11             |
| Bulgaria         | UEFA     | -   | -    | -      | 1            | -           | 1                                          | -                             | 7              |
| Marocco          | CAF      | -   | -    | -      | 1            | -           | 1                                          | -                             | 6              |

Note
1. ↑  Dall'edizione 1950 all'edizione 1990 come  Germania Ovest
2. ↑  Fino all'edizione 1990,  Rep. Ceca dall'edizione 1994

## Paesi ospitanti
| Nazionali | Quante volte | TORNEI           | Nazionali   | Quante volte | TORNEI     | Nazionali     | Quante volte | TORNEI     |
| --------- | ------------ | ---------------- | ----------- | ------------ | ---------- | ------------- | ------------ | ---------- |
| Messico   | 3            | 1970, 1986, 2026 | Italia      | 2            | 1934, 1990 | Francia       | 2            | 1938, 1998 |
| Brasile   | 2            | 1950, 2014       | Germania    | 2            | 1974, 2006 | Stati Uniti   | 2            | 1994, 2026 |
| Uruguay   | 1            | 1930             | Svizzera    | 1            | 1954       | Svezia        | 1            | 1958       |
| Cile      | 1            | 1962             | Inghilterra | 1            | 1966       | Argentina     | 1            | 1978       |
| Spagna    | 1            | 1982             | Giappone    | 1            | 2002       | Corea del Sud | 1            | 2002       |
| Sudafrica | 1            | 2010             | Russia      | 1            | 2018       | Qatar         | 1            | 2022       |
| Canada    | 1            | 2026             |             |              |            |               |              |            |

## Partecipazioni e prestazioni nelle fasi finali
Legenda
| -: non qualificata. R: ritiratasi prima dell'inizio del torneo o durante le qualificazioni (per incontri non disputati). S: squalificata. Q: qualificata per un torneo ancora da disputarsi, o in un torneo in corso. 1T: eliminata al primo turno (nel 1930 e dal 1950). 2T: eliminata al secondo turno (dal 1974 al 1982). | OF: eliminata agli ottavi di finale (dal 1934 al 1938 e dal 1986). QF: eliminata ai quarti di finale (dal 1934 al 1938, dal 1954 al 1970 e dal 1986). 4ª: quarta classificata. 3ª: terza classificata. 2ª: seconda classificata. V: vincitrice. : Nazione ospitante. |

- In corsivo le nazionali scomparse definitivamente.

| Nazionale                             | 1930 | 1934 | 1938 | 1950 | 1954 | 1958 | 1962 | 1966 | 1970 | 1974 | 1978 | 1982 | 1986 | 1990 | 1994 | 1998 | 2002 | 2006 | 2010 | 2014 | 2018 | 2022 | 2026 | Totale | Vittorie |
| Brasile                               | 1T   | OF   | 3ª   | 2ª   | QF   | V    | V    | 1T   | V    | 4ª   | 3ª   | 2T   | QF   | OF   | V    | 2ª   | V    | QF   | QF   | 4ª   | QF   | QF   | Q    | 22     | 5        |
| Germania Germania Ovest               |      | 3ª   | OF   | S    | V    | 4ª   | QF   | 2ª   | 3ª   | V    | 2T   | 2ª   | 2ª   | V    | QF   | QF   | 2ª   | 3ª   | 3ª   | V    | 1T   | 1T   |      | 20     | 4        |
| Italia                                |      | V    | V    | 1T   | 1T   | -    | 1T   | 1T   | 2ª   | 1T   | 4ª   | V    | OF   | 3ª   | 2ª   | QF   | OF   | V    | 1T   | 1T   | -    | -    |      | 18     | 4        |
| Argentina                             | 2ª   | OF   |      |      |      | 1T   | 1T   | QF   | -    | 2T   | V    | 2T   | V    | 2ª   | OF   | QF   | 1T   | QF   | QF   | 2ª   | OF   | V    | Q    | 18     | 3        |
| Francia                               | 1T   | OF   | QF   | -    | 1T   | 3ª   | -    | 1T   | -    | -    | 1T   | 4ª   | 3ª   | -    | -    | V    | 1T   | 2ª   | 1T   | QF   | V    | 2ª   |      | 16     | 2        |
| Uruguay                               | V    |      |      | V    | 4ª   | -    | 1T   | QF   | 4ª   | 1T   | -    | -    | OF   | OF   | -    | -    | 1T   | -    | 4ª   | OF   | QF   | 1T   |      | 14     | 2        |
| Inghilterra                           |      |      |      | 1T   | QF   | 1T   | QF   | V    | QF   | -    | -    | 2T   | QF   | 4ª   | -    | OF   | QF   | QF   | OF   | 1T   | 4ª   | QF   |      | 16     | 1        |
| Spagna                                |      | QF   |      | 4ª   | -    | -    | 1T   | 1T   | -    | -    | 1T   | 2T   | QF   | OF   | QF   | 1T   | QF   | OF   | V    | 1T   | OF   | OF   |      | 16     | 1        |
| Messico                               | 1T   | -    |      | 1T   | 1T   | 1T   | 1T   | 1T   | QF   | -    | 1T   | -    | QF   | S    | OF   | OF   | OF   | OF   | OF   | OF   | OF   | 1T   | Q    | 17     | -        |
| Belgio                                | 1T   | OF   | OF   | R    | 1T   | -    | -    | -    | 1T   | -    | -    | 2T   | 4ª   | OF   | OF   | 1T   | OF   | -    | -    | QF   | 3ª   | 1T   |      | 14     | -        |
| Serbia Serbia e Montenegro Jugoslavia | 4ª   | -    | -    | 1T   | QF   | QF   | 4ª   | -    | -    | 2T   | -    | 1T   | -    | QF   | S    | OF   | -    | 1T   | 1T   | -    | 1T   | 1T   |      | 13     | -        |
| Svezia                                |      | QF   | 4ª   | 3ª   | -    | 2ª   | -    | -    | 1T   | 2T   | 1T   | -    | -    | 1T   | 3ª   | -    | OF   | OF   | -    | -    | QF   | -    |      | 12     | -        |
| Svizzera                              |      | QF   | QF   | 1T   | QF   | -    | 1T   | 1T   | -    | -    | -    | -    | -    | -    | OF   | -    | -    | OF   | 1T   | OF   | OF   | OF   |      | 12     | -        |
| Russia Unione Sovietica               |      |      |      |      |      | QF   | QF   | 4ª   | QF   | S    | -    | 2T   | OF   | 1T   | 1T   | -    | 1T   | -    | -    | 1T   | QF   | S    |      | 11     | -        |
| Paesi Bassi                           |      | OF   | OF   |      |      | -    | -    | -    | -    | 2ª   | 2ª   | -    | -    | OF   | QF   | 4ª   | -    | OF   | 2ª   | 3ª   | -    | QF   |      | 11     | -        |
| Corea del Sud                         |      |      |      |      | 1T   |      |      |      | -    | -    | -    | -    | 1T   | 1T   | 1T   | 1T   | 4ª   | 1T   | OF   | 1T   | 1T   | OF   | Q    | 11     | -        |
| Stati Uniti                           | 3ª   | OF   | R    | 1T   | -    | -    | -    | -    | -    | -    | -    | -    | -    | 1T   | OF   | 1T   | QF   | 1T   | OF   | OF   | -    | OF   | Q    | 11     | -        |
| Cile                                  | 1T   | R    |      | 1T   | -    | -    | 3ª   | 1T   | -    | 1T   | -    | 1T   | -    | S    | S    | OF   | -    | -    | OF   | OF   | -    | -    |      | 9      | -        |
| Rep. Ceca Cecoslovacchia              |      | 2ª   | QF   |      | 1T   | 1T   | 2ª   | -    | 1T   | -    | -    | 1T   | -    | QF   | -    | -    | -    | 1T   | -    | -    | -    | -    |      | 9      | -        |
| Polonia                               |      | R    | OF   |      | R    | -    | -    | -    | -    | 3ª   | 2T   | 3ª   | OF   | -    | -    | -    | 1T   | 1T   | -    | -    | 1T   | OF   |      | 9      | -        |
| Ungheria                              |      | QF   | 2ª   |      | 2ª   | 1T   | QF   | QF   | -    | -    | 1T   | 1T   | 1T   | -    | -    | -    | -    | -    | -    | -    | -    | -    |      | 9      | -        |
| Paraguay                              | 1T   |      |      | 1T   | -    | 1T   | -    | -    | -    | -    | -    | -    | OF   | -    | -    | OF   | OF   | 1T   | QF   | -    | -    | -    |      | 8      | -        |
| Scozia                                |      |      |      | R    | 1T   | 1T   | -    | -    | -    | 1T   | 1T   | 1T   | 1T   | 1T   | -    | 1T   | -    | -    | -    | -    | -    | -    |      | 8      | -        |
| Camerun                               |      |      |      |      |      |      |      |      |      |      |      | 1T   | -    | QF   | 1T   | 1T   | 1T   | -    | 1T   | 1T   | -    | 1T   |      | 8      | -        |
| Portogallo                            |      | -    | -    | -    | -    | -    | -    | 3ª   | -    | -    | -    | -    | 1T   | -    | -    | -    | 1T   | 4ª   | OF   | 1T   | OF   | QF   |      | 8      | -        |
| Giappone                              |      |      | R    | S    | -    |      | -    |      | -    | -    | -    | -    | -    | -    | -    | 1T   | OF   | 1T   | OF   | 1T   | OF   | OF   | Q    | 8      | -        |
| Austria                               |      | 4ª   | R    | R    | 3ª   | 1T   |      | -    | -    | -    | 2T   | 2T   | -    | 1T   | -    | 1T   | -    | -    | -    | -    | -    | -    |      | 7      | -        |
| Bulgaria                              |      | -    | -    |      | -    | -    | 1T   | 1T   | 1T   | 1T   | -    | -    | OF   | -    | 4ª   | 1T   | -    | -    | -    | -    | -    | -    |      | 7      | -        |
| Romania                               | 1T   | OF   | OF   |      | -    | -    | R    | -    | 1T   | -    | -    | -    | -    | OF   | QF   | OF   | -    | -    | -    | -    | -    | -    |      | 7      | -        |
| Colombia                              |      |      | R    |      |      | -    | 1T   | -    | -    | -    | -    | -    | -    | OF   | 1T   | 1T   | -    | -    | -    | QF   | OF   | -    |      | 6      | -        |
| Nigeria                               |      |      |      |      |      | -    | R    | -    | -    | -    | -    | -    | -    | -    | OF   | OF   | 1T   | -    | 1T   | OF   | 1T   | -    |      | 6      | -        |
| Croazia                               |      |      |      |      |      |      |      |      |      |      |      |      |      |      |      | 3ª   | 1T   | 1T   | -    | 1T   | 2ª   | 3ª   |      | 6      | -        |
| Danimarca                             |      |      |      |      |      | -    |      | -    | -    | -    | -    | -    | OF   | -    | -    | QF   | OF   | -    | 1T   | -    | OF   | 1T   |      | 6      | -        |
| Arabia Saudita                        |      |      |      |      |      |      |      |      |      |      | -    | -    | -    | -    | OF   | 1T   | 1T   | 1T   | -    | -    | 1T   | 1T   |      | 6      | -        |
| Iran                                  |      |      |      |      |      |      |      |      |      | -    | 1T   | R    | S    | -    | -    | 1T   | -    | 1T   | -    | 1T   | 1T   | 1T   | Q    | 6      | -        |
| Marocco                               |      |      |      |      |      |      | -    | R    | 1T   | -    | -    | -    | OF   | -    | 1T   | 1T   | -    | -    | -    | -    | 1T   | 4ª   |      | 6      | -        |
| Tunisia                               |      |      |      |      |      |      | -    | R    | -    | -    | 1T   | -    | -    | -    | -    | 1T   | 1T   | 1T   | -    | -    | 1T   | 1T   |      | 6      | -        |
| Australia                             |      |      |      |      |      |      |      | -    | -    | 1T   | -    | -    | -    | -    | -    | -    | -    | OF   | 1T   | 1T   | 1T   | OF   | Q    | 6      | -        |
| Costa Rica                            |      |      | R    |      |      | -    | -    | -    | -    | -    | -    | -    | -    | OF   | -    | -    | 1T   | 1T   | -    | QF   | 1T   | 1T   |      | 6      | -        |
| Perù                                  | 1T   |      |      |      |      | -    | -    | -    | QF   | -    | 2T   | 1T   | -    | -    | -    | -    | -    | -    | -    | -    | 1T   | -    |      | 5      | -        |
| Algeria                               |      |      |      |      |      |      |      |      | -    | -    | -    | 1T   | 1T   | -    | -    | -    | -    | -    | 1T   | OF   | -    | -    |      | 4      | -        |
| Ecuador                               |      |      |      | R    |      |      | -    | -    | -    | -    | -    | -    | -    | -    | -    | -    | 1T   | OF   | -    | 1T   | -    | 1T   | Q    | 4      | -        |
| Ghana                                 |      |      |      |      |      |      | -    | -    | -    | -    | -    | -    | -    | -    | -    | -    | -    | OF   | QF   | 1T   | -    | 1T   |      | 4      | -        |
| Bolivia                               | 1T   |      |      | 1T   |      | -    | -    | -    | -    | -    | -    | -    | -    | -    | 1T   | -    | -    | -    | -    | -    | -    | -    |      | 3      | -        |
| Costa d'Avorio                        |      |      |      |      |      |      |      |      |      | -    | -    |      | -    | -    | -    | -    | -    | 1T   | 1T   | 1T   | -    | -    |      | 3      | -        |
| Egitto                                |      | OF   | R    |      | R    | R    | R    |      | -    | -    | -    | -    | -    | 1T   | -    | -    | -    | -    | -    | -    | 1T   | -    |      | 3      | -        |
| Grecia                                |      | -    | -    |      | -    | -    | -    | -    | -    | -    | -    | -    | -    | -    | 1T   | -    | -    | -    | 1T   | OF   | -    | -    |      | 3      | -        |
| Honduras                              |      |      |      |      |      |      | -    | -    | -    | -    | -    | 1T   | -    | -    | -    | -    | -    | -    | 1T   | 1T   | -    | -    |      | 3      | -        |
| Irlanda                               |      | -    | -    | -    | -    | -    | -    | -    | -    | -    | -    | -    | -    | QF   | OF   | -    | OF   | -    | -    | -    | -    | -    |      | 3      | -        |
| Irlanda del Nord                      |      |      |      | -    | -    | QF   | -    | -    | -    | -    | -    | 2T   | 1T   | -    | -    | -    | -    | -    | -    | -    | -    | -    |      | 3      | -        |
| Norvegia                              |      |      | OF   |      | -    | -    | -    | -    | -    | -    | -    | -    | -    | -    | 1T   | OF   | -    | -    | -    | -    | -    | -    |      | 3      | -        |
| Sudafrica                             |      |      |      |      |      |      |      | S    | S    | S    | S    | S    | S    | S    | -    | 1T   | 1T   | -    | 1T   | -    | -    | -    |      | 3      | -        |
| Senegal                               |      |      |      |      |      |      |      |      | -    | -    | -    | -    | -    | -    | -    | -    | QF   | -    | -    | -    | 1T   | OF   |      | 3      | -        |
| Corea del Nord                        |      |      |      |      |      |      |      | QF   | S    | -    | R    | -    | -    | -    | -    | -    | -    | -    | 1T   | -    | -    | R    |      | 2      | -        |
| El Salvador                           |      |      | R    |      |      |      |      |      | 1T   | -    | -    | 1T   | -    | -    | -    | -    | -    | -    | -    | -    | -    | -    |      | 2      | -        |
| Nuova Zelanda                         |      |      |      |      |      |      |      |      | -    | -    | -    | 1T   | -    | -    | -    | -    | -    | -    | 1T   | -    | -    | -    | Q    | 2      | -        |
| Slovenia                              |      |      |      |      |      |      |      |      |      |      |      |      |      |      |      | -    | 1T   | -    | 1T   | -    | -    | -    |      | 2      | -        |
| Turchia                               |      | -    |      | R    | 1T   | R    | -    | -    | -    | -    | -    | -    | -    | -    | -    | -    | 3ª   | -    | -    | -    | -    | -    |      | 2      | -        |
| Canada                                |      |      |      |      |      | -    | R    |      | -    | -    | -    | -    | 1T   | -    | -    | -    | -    | -    | -    | -    | -    | 1T   | Q    | 2      | -        |
| Galles                                |      |      |      |      |      | QF   | -    | -    | -    | -    | -    | -    | -    | -    | -    | -    | -    | -    | -    | -    | -    | 1T   |      | 2      | -        |
| Angola                                |      |      |      |      |      |      |      |      |      |      |      |      | -    | -    | -    | -    | -    | 1T   | -    | -    | -    | -    |      | 1      | -        |
| Bosnia ed Erzegovina                  |      |      |      |      |      |      |      |      |      |      |      |      |      |      |      | -    | -    | -    | -    | 1T   | -    | -    |      | 1      | -        |
| Cina                                  |      |      |      |      |      | -    |      |      |      |      |      | -    | -    | -    | -    | -    | 1T   | -    | -    | -    | -    | -    |      | 1      | -        |
| Cuba                                  |      | -    | QF   | -    |      |      |      | -    |      |      | -    | -    |      | -    | R    | -    | -    | -    | -    | -    | -    | -    |      | 1      | -        |
| Emirati Arabi Uniti                   |      |      |      |      |      |      |      |      |      |      | R    |      | -    | 1T   | -    | -    | -    | -    | -    | -    | -    | -    |      | 1      | -        |
| Germania Est                          |      |      |      |      |      | -    | -    | -    | -    | 2T   | -    | -    | -    | -    |      |      |      |      |      |      |      |      |      | 1      | -        |
| Giamaica                              |      |      |      |      |      |      |      |      | -    | -    | R    |      | R    | -    | -    | 1T   | -    | -    | -    | -    | -    | -    |      | 1      | -        |
| Haiti                                 |      | -    |      |      | -    |      |      |      | -    | 1T   | -    | -    |      |      | -    | -    | -    | -    | -    | -    | -    | -    |      | 1      | -        |
| Indonesia Indie orientali olandesi    |      |      | OF   | R    |      | R    | R    |      |      | -    | -    | -    | -    | -    | -    | -    | -    | -    | -    | -    | S    | -    |      | 1      | -        |
| Iraq                                  |      |      |      |      |      |      |      |      |      | -    | R    | -    | 1T   | -    | -    | -    | -    | -    | -    | -    | -    | -    |      | 1      | -        |
| Islanda                               |      |      | -    |      |      |      | -    | -    | -    | -    | -    | -    | -    | -    | -    | -    | -    | -    | -    | -    | 1T   | -    |      | 1      | -        |
| Israele Mandato di Palestina          |      | -    | -    | -    | -    | -    | -    | -    | 1T   | -    | -    | -    | -    | -    | -    | -    | -    | -    | -    | -    | -    | -    |      | 1      | -        |
| Kuwait                                |      |      |      |      |      |      |      |      |      | -    | -    | 1T   | -    | -    | -    | -    | -    | -    | -    | -    | -    | -    |      | 1      | -        |
| Panama                                |      |      |      |      |      |      |      |      |      |      | -    | -    | -    | -    | -    | -    | -    | -    | -    | -    | 1T   | -    |      | 1      | -        |
| Qatar                                 |      |      |      |      |      |      |      |      |      |      | -    | -    | -    | -    | -    | -    | -    | -    | -    | -    | -    | 1T   |      | 1      | -        |
| RD del Congo Zaire                    |      |      |      |      |      |      |      |      |      | 1T   | R    | -    |      | -    | -    | -    | -    | -    | -    | -    | -    | -    |      | 1      | -        |
| Slovacchia                            |      |      |      |      |      |      |      |      |      |      |      |      |      |      |      | -    | -    | -    | OF   | -    | -    | -    |      | 1      | -        |
| Togo                                  |      |      |      |      |      |      |      |      | -    | -    | -    | -    | -    | -    | -    | -    | -    | 1T   | -    | -    | -    | -    |      | 1      | -        |
| Trinidad e Tobago                     |      |      |      |      |      |      |      | -    | -    | -    | -    | -    | -    | -    | -    | -    | -    | 1T   | -    | -    | -    | -    |      | 1      | -        |
| Ucraina                               |      |      |      |      |      |      |      |      |      |      |      |      |      |      |      | -    | -    | QF   | -    | -    | -    | -    |      | 1      | -        |

Note
1. ↑  Dall'edizione 1950 all'edizione 1990.
2. 1 2  Le squadre di Germania e Giappone non furono ammesse alla competizione, in quanto le rispettive nazioni furono giudicate le principali responsabili dello svolgimento della seconda guerra mondiale.
3. ↑  Nell'edizione 2006.
4. ↑  Fino all'edizione 2002.
5. 1 2  Fino all'edizione 1990.
6. ↑  Nell'edizione 1938.
7. ↑  Fino all'edizione 1938.
8. ↑  Fino all'edizione 1994.

## Premi
Al termine di ogni edizione della coppa del mondo vengono assegnati dei premi a giocatori e formazioni come celebrazione delle prestazioni individuali e di squadra al di là della posizione finale raggiunta nel torneo. Attualmente sono previsti cinque premi:
- Scarpa d'oro per il miglior marcatore. Viene assegnato dal 1982 e dal 2006 vengono assegnate anche la Scarpa d'argento e la Scarpa di bronzo al secondo e terzo classificato;
- Pallone d'oro dei Mondiali per il miglior giocatore del torneo, assegnato da membri dei media a seguito di una votazione. Viene assegnato dal 1982 e dal 2006 vengono assegnati anche il Pallone d'argento e il Pallone di bronzo al secondo e terzo classificato;
- Guanto d'oro per il miglior portiere. Viene assegnato dal 1994 e fino al 2006 prendeva il nome di Premio Yashin, in onore del portiere russo Lev Yashin;
- Premio FIFA Fair Play per la squadra più corretta. Viene assegnato dal 1978;
- Miglior giovane per il miglior Under-21. Viene assegnato dal 2006.

Inoltre l'All-Star Team comprende i migliori giocatori del torneo e viene stilato dal 1994.

## Spettatori
La partita col maggior numero di spettatori (segnalata nelle ultime tre colonne) è quasi sempre stata la finale del torneo, ad eccezione del 1930, 1938, 1958, 1962, 1970-1982, 1990 e 2006.
| Anno        | Nazione ospitante      | Stadi / Città | Spettatori Totale | Partite | Media  | Partita con più spettatori* | Partita con più spettatori*            | Partita con più spettatori* |
| Anno        | Nazione ospitante      | Stadi / Città | Spettatori Totale | Partite | Media  | Spettatori                  | Stadio                                 | Partita(e) |
| ----------- | ---------------------- | ------------- | ----------------- | ------- | ------ | --------------------------- | -------------------------------------- | --- |
| 1930        | Uruguay                | 3/1           | 590.549           | 18      | 32.808 | 93.000                      | Stadio del Centenario, Montevideo      | Uruguay 6–1 Jugoslavia, Semifinale |
| 1934        | Italia                 | 8/8           | 363.000           | 17      | 21.353 | 55.000                      | Stadio Nazionale, Roma                 | Italia 2–1 Cecoslovacchia, Finale |
| 1938        | Francia                | 10/9          | 375.700           | 18      | 20.872 | 58.455                      | Olympique de Colombes, Parigi          | Francia 1–3 Italia, Quarti di finale |
| 1950        | Brasile                | 6/6           | 1.045.246         | 22      | 47.511 | 173.850                     | Stadio Maracanã, Rio de Janeiro        | Brasile 1–2 Uruguay, Partita decisiva |
| 1954        | Svizzera               | 6/6           | 768.607           | 26      | 29.562 | 63.000                      | Stadio Wankdorf, Berna                 | Germania Ovest 3–2 Ungheria, Finale |
| 1958        | Svezia                 | 12/12         | 819.810           | 35      | 23.423 | 50.928                      | Stadio Ullevi, Göteborg                | Brasile 2–0 URSS, Primo turno |
| 1962        | Cile                   | 4/4           | 893.172           | 32      | 27.912 | 68.679                      | Estadio Nacional, Santiago             | Brasile 4–2 Cile, Semifinale |
| 1966        | Inghilterra            | 8/7           | 1.563.135         | 32      | 48.848 | 98.270                      | Stadio Wembley, Londra                 | Inghilterra 4–2 Germania Ovest, Finale |
| 1970        | Messico                | 5/5           | 1.603.975         | 32      | 50.124 | 108.192                     | Stadio Azteca, Città del Messico       | Messico 1–0 Belgio, Primo turno |
| 1974        | Germania Ovest         | 9/9           | 1.865.753         | 38      | 49.099 | 83.168                      | Olympiastadion, Berlino Ovest          | Germania Ovest 1–0 Cile, Primo turno |
| 1978        | Argentina              | 6/5           | 1.545.791         | 38      | 40.679 | 71.712                      | Stadio Monumental, Buenos Aires        | Italia 1–0 Argentina, Primo turno |
| 1982        | Spagna                 | 17/14         | 2.109.723         | 52      | 40.572 | 95.500                      | Camp Nou, Barcellona                   | Argentina 0–1 Belgio, Primo turno |
| 1986        | Messico                | 12/11         | 2.394.031         | 52      | 46.039 | 114.600                     | Stadio Azteca, Città del Messico       | Messico 1–1 Paraguay, Primo turno Argentina 3–2 Germania Ovest, Finale |
| 1990        | Italia                 | 12/12         | 2.516.215         | 52      | 48.389 | 74.765                      | San Siro, Milano                       | Germania Ovest 4–1 Jugoslavia, Primo turno |
| 1994        | Stati Uniti            | 9/9           | 3.587.538         | 52      | 68.991 | 94.194                      | Rose Bowl, Pasadena, California        | Brasile 0(3)–(2)0 Italia, Finale |
| 1998        | Francia                | 10/10         | 2.785.100         | 64      | 43.517 | 80.000                      | Stade de France, Saint-Denis           | Brasile 0–3 Francia, Finale |
| 2002        | Corea del Sud Giappone | 10/10         | 2.705.197         | 64      | 42.269 | 69.029                      | International Stadium, Yokohama, Japan | Brasile 2–0 Germania, Finale |
| 2006        | Germania               | 12/12         | 3.359.439         | 64      | 52.491 | 72.000                      | Olympiastadion, Berlino                | Germania 1(4)–(2)1 Argentina, Quarti di finale |
| 2010        | Sudafrica              | 10/9          | 3.178.856         | 64      | 49.670 | 84.490                      | FNB Stadium, Johannesburg              | Spagna 1–0 Olanda, Finale |
| 2014        | Brasile                | 12/12         | 3.429.873         | 64      | 53.592 | 74.738                      | Stadio Maracanã, Rio de Janeiro        | Germania 1–0 Argentina, Finale |
| 2018        | Russia                 | 12/11         | 3.031.768         | 64      | 47.371 | 78.011                      | Stadio Lužniki, Mosca                  | Russia 5–0 Arabia Saudita, Primo turno Germania 0–1 Messico, Primo turno Portogallo 1–0 Marocco, Primo turno Danimarca 0–0 Francia, Primo turno Spagna (4)1–1(5) Russia, Ottavi di finale Croazia 2–1 Inghilterra, Semifinale Francia 4–2 Croazia, Finale |
| 2022        | Qatar                  | 8/5           | 3.404.252         | 64      | 53.191 | 88.966                      | Stadio Iconico, Lusail                 | Argentina 2–0 Messico, Primo turno Argentina 3–0 Croazia, Semifinale Argentina (3)4–2(3) Francia, Finale |
| Complessivo | Complessivo            | Complessivo   | 43.936.730        | 964     | 45.036 | 173.850                     |                                        | |

## Statistiche

### Classifica assoluta dei marcatori
La classifica è aggiornata al 18 dicembre 2022. Si evidenziano in grassetto gli anni in cui la squadra nazionale del marcatore ha vinto il campionato mondiale.
| Giocatore             | Nazionale   | Reti | Partite | Media gol | Partecipazioni                   |
| --------------------- | ----------- | ---- | ------- | --------- | -------------------------------- |
| Miroslav Klose        | Germania    | 16   | 24      | 0,67      | 4 (2002, 2006, 2010, 2014)       |
| Ronaldo               | Brasile     | 15   | 19      | 0,79      | 4 (1994, 1998, 2002, 2006)       |
| Gerd Müller           | Germania    | 14   | 13      | 1,08      | 2 (1970, 1974)                   |
| Just Fontaine         | Francia     | 13   | 6       | 2,17      | 1 (1958)                         |
| Lionel Messi          | Argentina   | 13   | 26      | 0,5       | 5 (2006, 2010, 2014, 2018, 2022) |
| Kylian Mbappé         | Francia     | 12   | 14      | 0,86      | 2 (2018, 2022)                   |
| Pelé                  | Brasile     | 12   | 14      | 0,86      | 4 (1958, 1962, 1966, 1970)       |
| Sándor Kocsis         | Ungheria    | 11   | 5       | 2,2       | 1 (1954)                         |
| Jürgen Klinsmann      | Germania    | 11   | 17      | 0,65      | 3 (1990, 1994, 1998)             |
| Thomas Müller         | Germania    | 10   | 19      | 0,53      | 4 (2010, 2014, 2018, 2022)       |
| Helmut Rahn           | Germania    | 10   | 10      | 1         | 2 (1954, 1958)                   |
| Gabriel Batistuta     | Argentina   | 10   | 12      | 0,83      | 3 (1994, 1998, 2002)             |
| Gary Lineker          | Inghilterra | 10   | 12      | 0,83      | 2 (1986, 1990)                   |
| Teófilo Cubillas      | Perù        | 10   | 13      | 0,77      | 3 (1970, 1978, 1982)             |
| Grzegorz Lato         | Polonia     | 10   | 20      | 0,5       | 3 (1974, 1978, 1982)             |
| Ademir                | Brasile     | 9    | 6       | 1,5       | 1 (1950)                         |
| Eusébio               | Portogallo  | 9    | 6       | 1,5       | 1 (1966)                         |
| Christian Vieri       | Italia      | 9    | 9       | 1         | 2 (1998, 2002)                   |
| Vavá                  | Brasile     | 9    | 10      | 0,9       | 2 (1958, 1962)                   |
| David Villa           | Spagna      | 9    | 12      | 0,75      | 3 (2006, 2010, 2014)             |
| Paolo Rossi           | Italia      | 9    | 14      | 0,64      | 3 (1978, 1982, 1986)             |
| Roberto Baggio        | Italia      | 9    | 16      | 0,56      | 3 (1990, 1994, 1998)             |
| Jairzinho             | Brasile     | 9    | 16      | 0,56      | 3 (1966, 1970, 1974)             |
| Karl-Heinz Rummenigge | Germania    | 9    | 19      | 0,47      | 3 (1978, 1982, 1986)             |
| Uwe Seeler            | Germania    | 9    | 21      | 0,43      | 4 (1958, 1962, 1966, 1970)       |

Note
1. ↑  Non sceso in campo nel corso di questa edizione.
2. 1 2 3  Ancora in attività.

### Capocannonieri delle singole edizioni
| Edizione                      | Capocannoniere                                                               | Nazionale                                         | Gol |
| ----------------------------- | ---------------------------------------------------------------------------- | ------------------------------------------------- | --- |
| Uruguay 1930                  | Guillermo Stábile                                                            | Argentina                                         | 8   |
| Italia 1934                   | Oldřich Nejedlý                                                              | Cecoslovacchia                                    | 5   |
| Francia 1938                  | Leônidas                                                                     | Brasile                                           | 7   |
| Brasile 1950                  | Ademir                                                                       | Brasile                                           | 9   |
| Svizzera 1954                 | Sándor Kocsis                                                                | Ungheria                                          | 11  |
| Svezia 1958                   | Just Fontaine                                                                | Francia                                           | 13  |
| Cile 1962                     | Garrincha Vavá Leonel Sánchez Flórián Albert Valentin Ivanov Dražan Jerković | Brasile Cile Ungheria Unione Sovietica Jugoslavia | 4   |
| Inghilterra 1966              | Eusébio                                                                      | Portogallo                                        | 9   |
| Messico 1970                  | Gerd Müller                                                                  | Germania Ovest                                    | 10  |
| Germania Ovest 1974           | Grzegorz Lato                                                                | Polonia                                           | 7   |
| Argentina 1978                | Mario Kempes                                                                 | Argentina                                         | 6   |
| Spagna 1982                   | Paolo Rossi                                                                  | Italia                                            | 6   |
| Messico 1986                  | Gary Lineker                                                                 | Inghilterra                                       | 6   |
| Italia 1990                   | Salvatore Schillaci                                                          | Italia                                            | 6   |
| Stati Uniti 1994              | Hristo Stoičkov Oleg Salenko                                                 | Bulgaria Russia                                   | 6   |
| Francia 1998                  | Davor Šuker                                                                  | Croazia                                           | 6   |
| Corea del Sud e Giappone 2002 | Ronaldo                                                                      | Brasile                                           | 8   |
| Germania 2006                 | Miroslav Klose                                                               | Germania                                          | 5   |
| Sudafrica 2010                | Thomas Müller Wesley Sneijder Diego Forlán David Villa                       | Germania Paesi Bassi Uruguay Spagna               | 5   |
| Brasile 2014                  | James Rodríguez                                                              | Colombia                                          | 6   |
| Russia 2018                   | Harry Kane                                                                   | Inghilterra                                       | 6   |
| Qatar 2022                    | Kylian Mbappé                                                                | Francia                                           | 8   |

### Miglior giocatore (dal 1978)
Si noti che dal 1998 al 2018 non è stato mai assegnato a un giocatore della squadra vincitrice
| Edizione                      | Miglior giocatore      | Nazionale |
| ----------------------------- | ---------------------- | --------- |
| Argentina 1978                | Mario Kempes           | Argentina |
| Spagna 1982                   | Paolo Rossi            | Italia    |
| Messico 1986                  | Diego Armando Maradona | Argentina |
| Italia 1990                   | Salvatore Schillaci    | Italia    |
| Stati Uniti 1994              | Romàrio                | Brasile   |
| Francia 1998                  | Ronaldo                | Brasile   |
| Corea del Sud e Giappone 2002 | Oliver Kahn            | Germania  |
| Germania 2006                 | Zinédine Zidane        | Francia   |
| Sudafrica 2010                | Diego Forlán           | Uruguay   |
| Brasile 2014                  | Lionel Messi           | Argentina |
| Russia 2018                   | Luka Modrić            | Croazia   |
| Qatar 2022                    | Lionel Messi           | Argentina |

### Miglior portiere (dal 1994)
| Edizione                      | Miglior portiere   | Nazionale |
| ----------------------------- | ------------------ | --------- |
| Stati Uniti 1994              | Michel Preud'homme | Belgio    |
| Francia 1998                  | Fabien Barthez     | Francia   |
| Corea del Sud e Giappone 2002 | Oliver Kahn        | Germania  |
| Germania 2006                 | Gianluigi Buffon   | Italia    |
| Sudafrica 2010                | Iker Casillas      | Spagna    |
| Brasile 2014                  | Manuel Neuer       | Germania  |
| Russia 2018                   | Thibaut Courtois   | Belgio    |
| Qatar 2022                    | Emiliano Martínez  | Argentina |

## Capitani e allenatori delle squadre vincitrici
| Anno | Capitano               | Allenatore              | Squadra        |
| ---- | ---------------------- | ----------------------- | -------------- |
| 1930 | José Nasazzi           | Alberto Suppici         | Uruguay        |
| 1934 | Gianpiero Combi        | Vittorio Pozzo          | Italia         |
| 1938 | Giuseppe Meazza        | Vittorio Pozzo          | Italia         |
| 1950 | Obdulio Varela         | Juan López Fontana      | Uruguay        |
| 1954 | Fritz Walter           | Sepp Herberger          | Germania Ovest |
| 1958 | Hilderaldo Bellini     | Vicente Feola           | Brasile        |
| 1962 | Mauro Ramos            | Aymoré Moreira          | Brasile        |
| 1966 | Bobby Moore            | Alf Ramsey              | Inghilterra    |
| 1970 | Carlos Alberto         | Mário Zagallo           | Brasile        |
| 1974 | Franz Beckenbauer      | Helmut Schön            | Germania Ovest |
| 1978 | Daniel Passarella      | César Luis Menotti      | Argentina      |
| 1982 | Dino Zoff              | Enzo Bearzot            | Italia         |
| 1986 | Diego Armando Maradona | Carlos Bilardo          | Argentina      |
| 1990 | Lothar Matthäus        | Franz Beckenbauer       | Germania Ovest |
| 1994 | Dunga                  | Carlos Alberto Parreira | Brasile        |
| 1998 | Didier Deschamps       | Aimé Jacquet            | Francia        |
| 2002 | Cafu                   | Luiz Felipe Scolari     | Brasile        |
| 2006 | Fabio Cannavaro        | Marcello Lippi          | Italia         |
| 2010 | Iker Casillas          | Vicente del Bosque      | Spagna         |
| 2014 | Philipp Lahm           | Joachim Löw             | Germania       |
| 2018 | Hugo Lloris            | Didier Deschamps        | Francia        |
| 2022 | Lionel Messi           | Lionel Scaloni          | Argentina      |